# Wolna

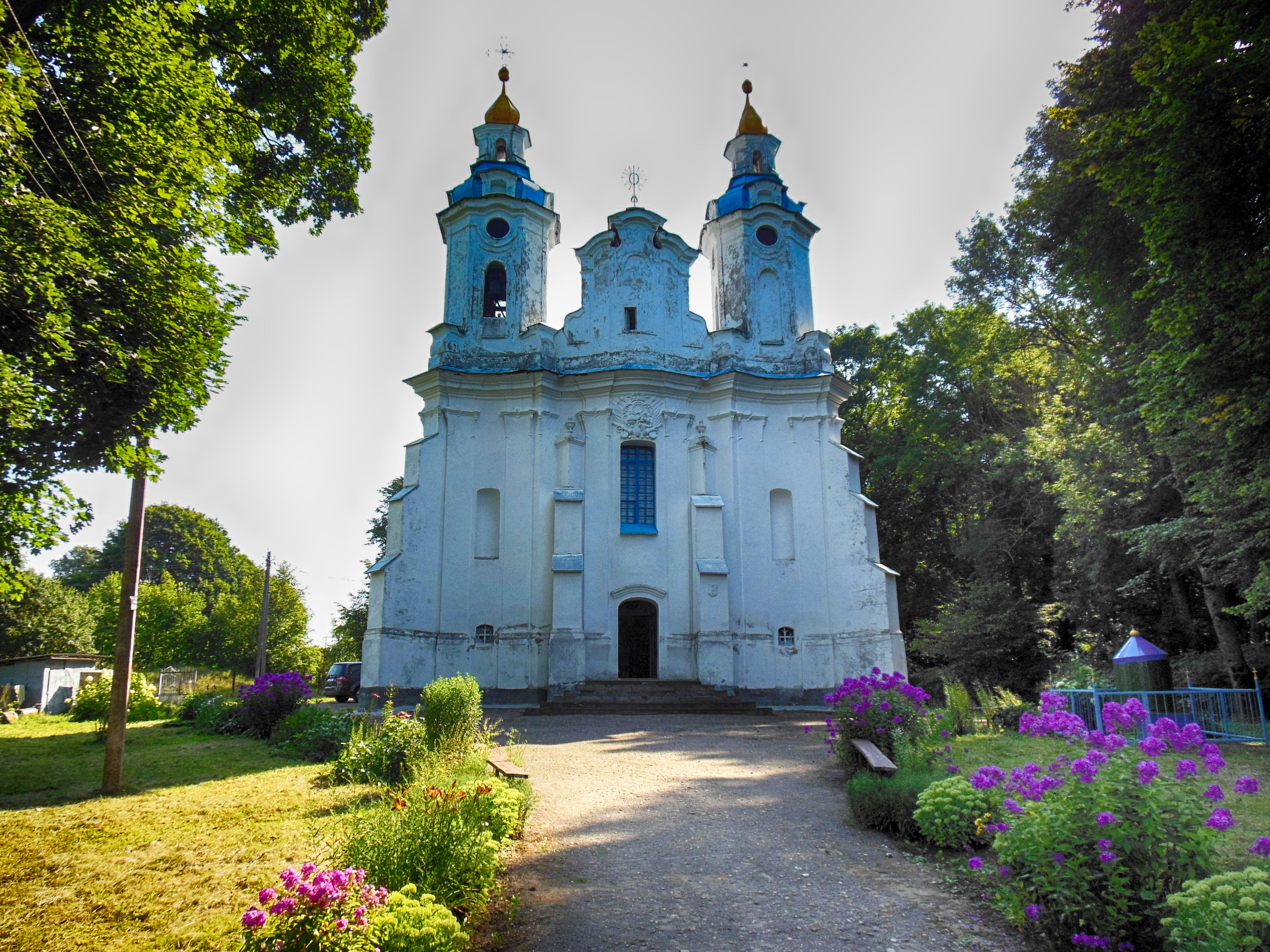
Cerkiew Świętej Trójcy, 2012

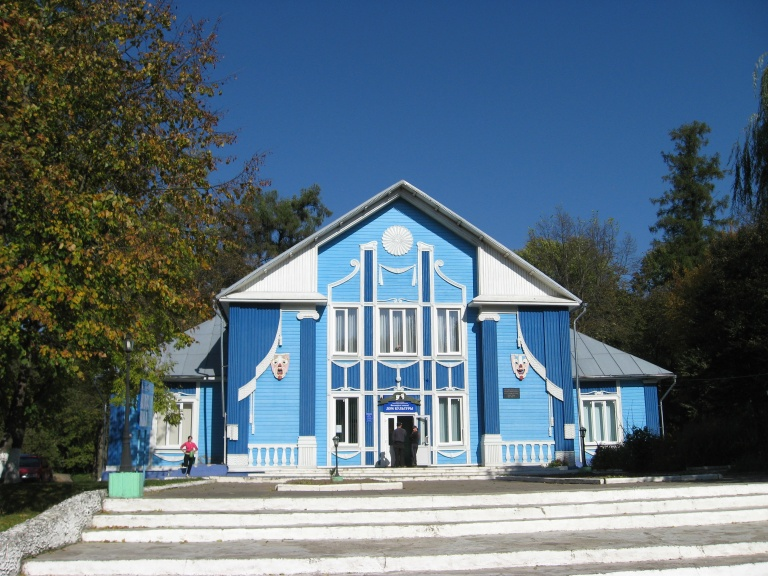
Dom kultury w Wolnie, 2010

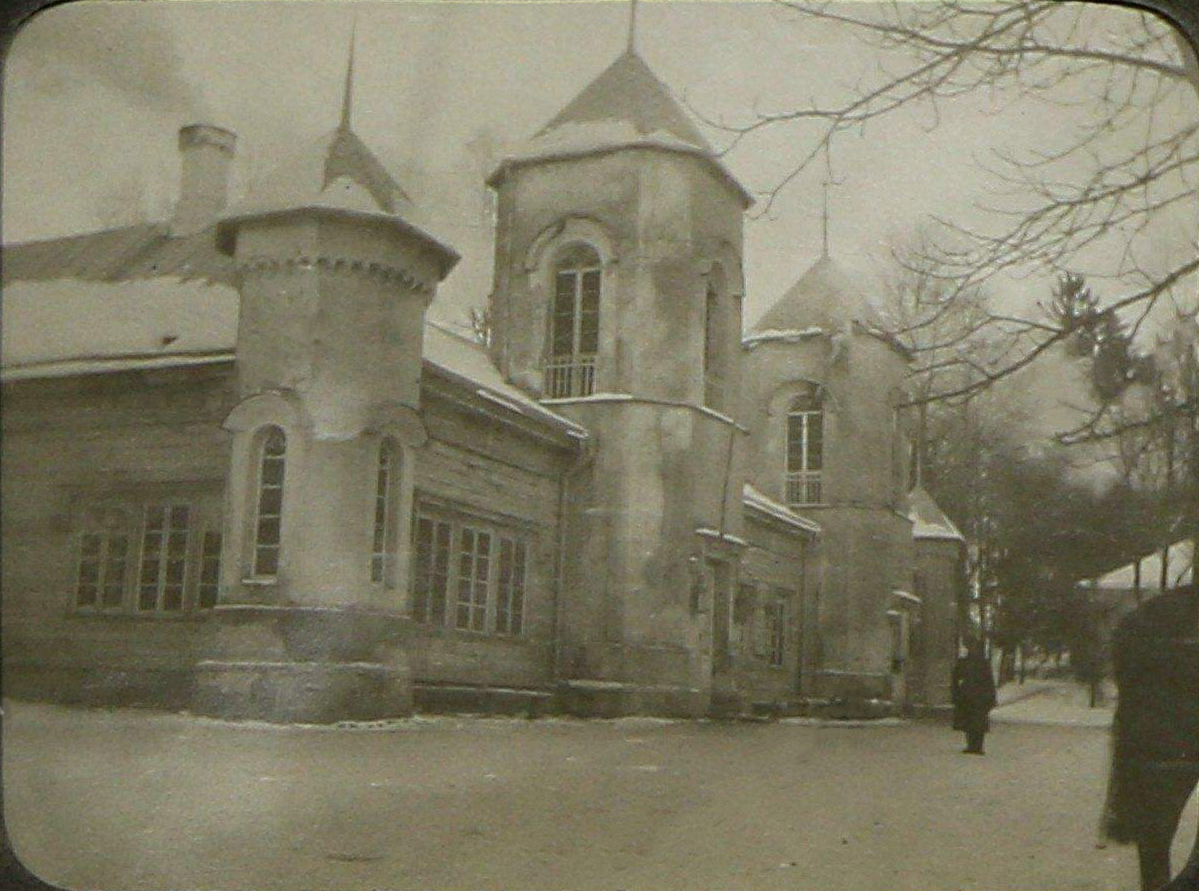
Dwór w 1917 roku

Wolna (biał. Вольна; ros. Вольно, hist. również Wolnaje, Wolno) – agromiasteczko na Białorusi, w rejonie baranowickim obwodu brzeskiego, około 24 km na północny wschód od Baranowicz. Siedziba sielsowietu oraz parafii prawosławnej pw. Świętej Trójcy.
Wieś szlachecka położona była w końcu XVIII wieku w powiecie nowogródzkim województwa nowogródzkiego. 

## Odmiana nazwy wsi
Zarówno w Słowniku geograficznym Królestwa Polskiego jak i Dziejach rezydencji na dawnych kresach Rzeczypospolitej autorzy zastosowali przymiotnikową odmianę nazwy wsi: dopełniacz i miejscownik w postaci: „Wolnej”. Jednak zarówno oficjalna odmiana nazwy wsi w okresie międzywojennym, jak i dzisiejsza, oficjalna białoruska odmiana nazwy białoruskiej mają formę rzeczownikową: dopełniacz i miejscownik brzmią: „Wolny” i „Wolnie”. Jest to uzasadnione również tym, że m.in. historyczne nazwy wsi brzmiały również: „Wolnaje”, „Wolno”. Rosyjska nazwa wsi to też Wolno (ros. Вольно).

## Historia
Najstarsze znane dziś wzmianki o Wolnie pochodzą z połowy XVI wieku. Dobra te były wtedy własnością Chodkiewiczów. Po śmierci Jerzego Chodkiewicza w 1569 roku odziedziczyła je jego żona Zofia Olelkowicz-Słucka (1536–1571), a po niej dziedziczył je mąż jej wnuczki Zofii (córki Hieronima), Paweł Wołłowicz (1584–1630), któremu Zofia wniosła ten majątek we wianie. Po nich dziedziczył ich syn Kazimierz Eustachy. W 1632 roku właścicielem wsi był już Krzysztof Kamieński, podstoli nowogródzki, który, wraz z żoną, Heleną Drucką-Horską, ufundował tu murowaną cerkiew unicką. Zapisali też monastyrowi 10 poddanych z nadziałem włócznym i 12 włók gruntów i łąk w uroczyskach Brzeżne i Markowszczyzna, oraz prawo użytkowania z lasu w puszczy Mołodowskiej. Po Krzysztofie i Helenie dziedziczył ich syn Samuel. XVIII-wieczne losy własności wsi przedstawiane są dwojako:
- syn Samuela i Klary, Jozafat Kamiński sprzedał w 1711 roku część obszernych włości, w tym Wolnę, za 20 tysięcy złotych polskich Domosławskim. W 1771 roku Michał Domosławski podarował Wolnę Stefanowi Śliźniowi. Jednym z kolejnych właścicieli Wolny był Jan Ślizień, chorąży nowogródzki, praprawnuk Aleksandra Śliźnia, dziada Stefana[6]. Ojcem Stefana był Stefan Jan Ślizień[8]

- dobra przeszły na własność rodu Czetwertyńskich, od których nabył je Jan Ślizień[9].

Po śmierci Jana w 1860 roku Wolna przypadła jego synowi Rafałowi (1803–1881), znanemu rzeźbiarzowi, po którym z kolei Wolna przypadła jego synowi Henrykowi (zm. w 1910 roku). Po śmierci Henryka Wolnę i Bartniki odziedziczył bratanek Henryka, Waldemar Ślizień (zm. w 1915 roku), po którego śmierci Wolnę odziedziczyła jego (i żony Jadwigi Obuchowicz) jedyna córka Iza Ślizień (ur. w 1915 roku), która była ostatnią właścicielką Wolny. Wielkość majątku Śliźniów topniała: w 1876 roku wynosiła 2025 dziesięcin, w 1911 – 1360, a w 1939 roku – jedynie 400.
Przed rozbiorami Wolna leżała w województwie nowogródzkim Rzeczypospolitej. Po II rozbiorze Polski znalazła się na terenie ujezdu nowogródzkiego, należącego do guberni słonimskiej (1796), litewskiej (1797–1801), a później grodzieńskiej i mińskiej Imperium Rosyjskiego. Po ustabilizowaniu się granicy polsko-radzieckiej w 1921 roku Wolna wróciła do Polski, w 1926 roku stała się siedzibą gminy Wolna, w powiecie baranowickim województwa nowogródzkiego. Od 1945 roku wieś znajdowała się na terenie ZSRR, od 1991 roku – na terenie Republiki Białorusi.
W 1886 roku Wolna liczyła 470 mieszkańców, w 2009 roku – 678.
Przy drodze stoi mała kapliczka, odrestaurowana w drugiej dekadzie XXI wieku.

## Dawny dwór
Od co najmniej XVII wieku w Wolnie stał modrzewiowy dwór. W pierwszej połowie XIX wieku został przedłużony, poszerzony i podwyższony. Śliźniowie nadali mu charakter neogotycki, dobudowując sześcioboczne wieżyczki przykryte stożkowymi daszkami. Od strony frontowej zbudowano dwie wyższe, potężne wieże wpuszczone do połowy swej średnicy w głąb domu. Całość, poza wieżyczkami, przykrywał płaski dach gontowy, dwu- lub trzyspadowy. W wyniku przebudowy dwutraktowe wnętrze domu zyskało korytarz. Od tyłu domu, na całej długości zamkniętej ramami skrzydeł, urządzono taras ze stopniami wiodącymi do ogrodu, na który nie było wyjścia: rząd okien umieszczonych w elewacji ogrodowej, posiadających kształt portfenetr, służył wyłącznie do oświetlenia wnętrz i jako dekoracja.
We dworze często bywał Adam Mickiewicz, w latach 40. XIX wieku mieszkał tu Jan Czeczot.
W latach 30. XX wieku na ścianach salonów wisiały obrazy takich mistrzów, jak: Juliusz Kossak (płótno batalistyczne), Henryk Siemiradzki (Pochodnie Nerona), Julian Fałat (Zima w lesie) czy Ilja Riepin (malutkich rozmiarów Iwan Groźny z synem). Stała tu również rzeźba dziewczynki w słomianym kapeluszu z rozwianymi włosami Antonia Canovy.
Dom był otoczony przez rozległy park krajobrazowy o powierzchni kilkunastu hektarów. Resztki parku zostały przeprojektowane w 1983 roku w związku z budową w nim obelisku upamiętniającego żołnierzy poległych w czasie II wojny światowej.
Dwór został spalony w czasie II wojny światowej, resztki rozebrano po wojnie. Do dziś przetrwała oficyna (kamienny prostokątny budynek o wymiarach 26 m × 13 m, całkowicie przebudowany po wojnie, dobudowano I piętro) i browar (z 1830 roku, możliwe, że najstarszy z zachowanych na Białorusi).
Majątek w Wolnie jest opisany w 2. tomie Dziejów rezydencji na dawnych kresach Rzeczypospolitej Romana Aftanazego.